# Gheorghe Funar
Gheorghe Funar (Sânnicolau Mare, 29 september 1949) is een Roemeens politicus van nationalistische signatuur. Van 1992 tot 2004 was hij burgemeester van de stad Cluj-Napoca.

## Loopbaan
Tijdens het bewind van Ceaușescu, was Funar lid van de Roemeense Communistische Partij. Na de revolutie in 1989 trad hij toe tot de Roemeense Nationale Eenheidspartij (PUNR).
Funar bekleedde het ambt van burgemeester van de stad Cluj-Napoca van 1992 tot 2004. In 2004 werd hij opgevolgd door Emil Boc van de Alliantie van Recht en Waarheid, toen hij de verkiezingen verloor. In 2008 deed hij weer mee aan de verkiezingen, maar werd vierde met 4,2% van de stemmen.
Hij was in 1992 en 1996 kandidaat voor het voorzitterschap van de Roemeense Nationale Eenheidspartij. Toen hij in 1997 was geroyeerd als lid van deze partij, trad hij toe tot de Groot-Roemeniëpartij. Van 2004 tot 2008 was hij namens deze partij lid van het parlement.
Tegenwoordig is Funar secretaris-generaal van de Groot-Roemeniëpartij. Hij is getrouwd met Sabina Funar, een hoogleraar op een universiteit in Cluj-Napoca.

## Burgemeesterschap
In 1992 werd Funar burgemeester van de stad Cluj-Napoca. Van oudsher heeft deze stad een etnische en religieuze gemengde bevolking. Tot 1918 stond de stad bekend als Kolozsvár en behoorde het tot Oostenrijk-Hongarije. Tot de jaren 60 van de 20e eeuw waren de Hongaren in de stad in de meerderheid.
Funar voerde een extreem nationalistisch beleid. Zo droeg hij de gemeente op om alle bankjes, stoepranden en prullenbakken te schilderen in de kleuren van de Roemeense vlag: Blauw, geel en rood. 
In 1993 hernoemde hij het centrale plein, de Piața Libertății (Vrijheidsplein), tot Piața Unirii (Verenigingsplein), ter herinnering aan de samenvoeging van Transsylvanië met Roemenië in 1918.
In 1997 weigerde hij de heropening van het Hongaarse consulaat in zijn stad bij te wonen.